# ماركوس براون (لاعب كرة قدم أمريكية أمريكي)
ماركوس براون (بالإنجليزية: Marcus Brown)‏ هو لاعب كرة قدم أمريكية أمريكي، ولد في 27 يناير 1987 في ماريانا في الولايات المتحدة.

## وصلات خارجية
- ماركوس براون على موقع مرجع كرة القدم المحترفة.كوم (الإنجليزية)